# Giuseppe Ruzzolini
Giuseppe Ruzzolini (Roma, 21 maggio 1930 – Roma, 16 aprile 2007) è stato un direttore della fotografia italiano.

## Biografia
Allievo di Otello Martelli, inizia la sua carriera nel 1952 come assistente operatore, per passare nel 1957 alla qualifica di operatore di ripresa e dieci anni più tardi diventa direttore della fotografia. La sua filmografia, che comprende un'ottantina di titoli, è di notevole levatura; lavora con molti registi prestigiosi, stringendo un sodalizio con Pier Paolo Pasolini. È stato direttore della fotografia per La signora della notte (1986), un dramma erotico diretto da Piero Schivazappa, prodotto da Giovanni Bertolucci e interpretato da Serena Grandi.
È stato candidato per tre volte al Nastro d'argento: nel 1968 per la migliore fotografia in bianco e nero (I sovversivi) e a colori (Edipo re) e nel 1975 per Il fiore delle Mille e una notte. Lavora anche per il piccolo schermo con alcuni sceneggiati e serie di telefilm, dal 1966 al 1995; chiude la sua carriera nel 2000. Insieme a Tonino Delli Colli, è stato uno dei più importanti direttori della fotografia.

## Filmografia

### Assistente operatore
- Il brigante di Tacca del Lupo, regia di Pietro Germi (1952)
- La tua donna, regia di Giovanni Paolucci (1954)
- Racconti romani, regia di Gianni Franciolini (1955)
- Lo svitato, regia di Carlo Lizzani (1956)
- L'intrusa, regia di Raffaello Matarazzo (1956)

### Operatore
- La donna che venne dal mare, regia di Francesco De Robertis (1957)
- L'ultima notte d'amore (La puerta abierta), regia di César Ardavin (1957)
- Racconti d'estate, regia di Gianni Franciolini (1958)
- Le notti dei teddy boys, regia di Leopoldo Savona (1959)
- Apocalisse sul fiume giallo, regia di Renzo Merusi (1960)
- La strada dei giganti, regia di Guido Malatesta (1960)
- Adua e le compagne, regia di Antonio Pietrangeli (1960)
- Senilità, regia di Mauro Bolognini (1962)
- Una vita violenta, regia di Brunello Rondi e Paolo Heusch (1962)
- Le quattro giornate di Napoli, regia di Nanni Loy (1962)
- La bella di Lodi, regia di Mario Missiroli (1963)
- Ro.Go.Pa.G., regia di Jean-Luc Godard, Ugo Gregoretti, Pier Paolo Pasolini e Roberto Rossellini (1963)
- Scanzonatissimo, regia di Dino Verde (1963)
- Gli ultimi, regia di Vito Pandolfi (1963)
- Il Vangelo secondo Matteo, regia di Pier Paolo Pasolini (1964)
- Extraconiugale, regia di Massimo Franciosa, Mino Guerrini e Giuliano Montaldo (1964)
- Il compagno don Camillo, regia di Luigi Comencini (1965)
- Io la conoscevo bene, regia di Antonio Pietrangeli (1965)
- L'ombrellone, regia di Dino Risi (1965)
- El Greco, regia di Luciano Salce (1966)

### Direttore della fotografia cinema
- Maigret a Pigalle, regia di Mario Landi (1966)
- Edipo re, regia di Pier Paolo Pasolini (1966)
- I sovversivi, regia di Paolo e Vittorio Taviani (1967)
- Banditi a Milano, regia di Carlo Lizzani (1968)
- Teorema, regia di Pier Paolo Pasolini (1968)
- Sissignore, regia di Ugo Tognazzi (1968)
- Eat It, regia di Francesco Casaretti (1969)
- Amore e rabbia, epis. La sequenza del fiore di carta, regia di Pier Paolo Pasolini (1969)
- Porcile, regia di Pier Paolo Pasolini (1969)
- Una su 13, regia di Nicolas Gessner e Luciano Lucignani (1969)
- Queimada, regia di Gillo Pontecorvo (1969)
- Contestazione generale, regia di Luigi Zampa (1970)
- Roma bene, regia di Carlo Lizzani (1971)
- La corta notte delle bambole di vetro, regia di Aldo Lado (1971)
- Giù la testa, regia di Sergio Leone (1971)
- Imputazione di omicidio per uno studente, regia di Mauro Bolognini (1972)
- Il terrore con gli occhi storti, regia di Steno (1972)
- Lo scopone scientifico, regia di Luigi Comencini (1972)
- Che? (What?), regia di Roman Polański (1972)
- Le monache di Sant'Arcangelo, regia di Domenico Paolella (1973)
- Bisturi - La mafia bianca, regia di Luigi Zampa (1973)
- Il mio nome è Nessuno, regia di Tonino Valerii (1974)
- Il fiore delle Mille e una notte, regia di Pier Paolo Pasolini (1974)
- Allonsanfàn, regia di Paolo e Vittorio Taviani (1974)
- Piedone a Hong Kong, regia di Steno (1975)
- Mondo candido, regia di Gualtiero Jacopetti e Franco Prosperi (1975)
- Un genio, due compari, un pollo, regia di Damiano Damiani (1975)
- Il comune senso del pudore, regia di Alberto Sordi (1976)
- Basta che non si sappia in giro, epis. L'equivoco, regia di Luigi Comencini (1976)
- Cara sposa, regia di Pasquale Festa Campanile (1977)
- Autostop rosso sangue, regia di Pasquale Festa Campanile (1977)
- Il figlio dello sceicco, regia di Bruno Corbucci (1977)
- Come perdere una moglie... e trovare un'amante, regia di Pasquale Festa Campanile (1978)
- Letti selvaggi, regia di Luigi Zampa (1979)
- Due pezzi di pane, regia di Sergio Citti (1979)
- Il corpo della ragassa, regia di Pasquale Festa Campanile (1979)
- Culo e camicia, epis. Il televeggente, regia di Pasquale Festa Campanile (1981)
- Il tesoro delle quattro corone, regia di Ferdinando Baldi (1983)
- Un'età da sballo, regia di Angelo Pannacciò (1983)
- Fenomeni paranormali incontrollabili, regia di Mark Lester (1984)
- La donna delle meraviglie, regia di Alberto Bevilacqua (1985)
- Tutta colpa del paradiso, regia di Francesco Nuti (1985)
- La coda del diavolo, regia di Giorgio Treves (1986)
- Stregati, regia di Francesco Nuti (1986)
- La signora della notte, regia di Piero Schivazappa (1986)
- Un tassinaro a New York, regia di Alberto Sordi (1987)
- Bye Bye Baby, regia di Enrico Oldoini (1988)
- Rimini Rimini - Un anno dopo, regia di Bruno Corbucci (1988)
- Una botta di vita, regia di Enrico Oldoini (1988)
- 12 registi per 12 città, epis. Bari, regia di Lina Wertmüller (1989) documentario
- Arrivederci Roma, regia di Clive Donner (1990)
- L'ultima partita, regia di Fabrizio De Angelis (1990)
- Per amore, solo per amore, regia di Giovanni Veronesi (1993)
- Anni 90 - Parte II, regia di Enrico Oldoini (1993)
- Body Guards - Guardie del corpo, regia di Neri Parenti (2000)

### Direttore della fotografia televisione
- Francesco d'Assisi, regia di Liliana Cavani (1966) film tv
- Il furto della Gioconda, regia di Renato Castellani (1978) film tv
- Verdi, regia di Renato Castellani (1982) film tv
- Quer pasticciaccio brutto de via Merulana, regia di Piero Schivazappa (1983) sceneggiato
- L'Achille Lauro - Viaggio nel terrore, regia di Alberto Negrin (1990) film tv
- Pazza famiglia, regia di Enrico Montesano (1995) serie telefilm